# Edmond Dubois-Crancé

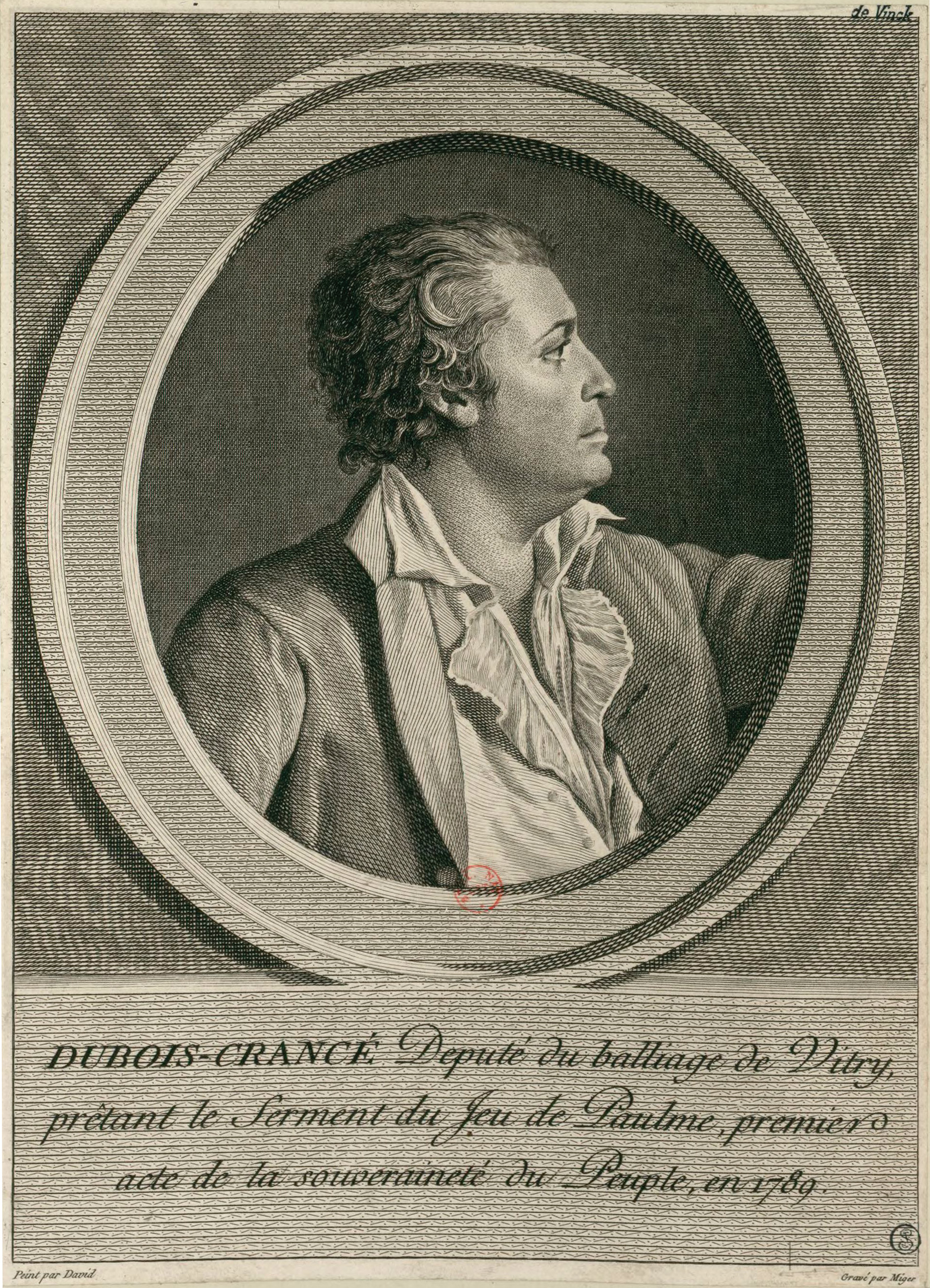
Edmond Dubois-Crancé

Edmond Louis Alexis Dubois-Crancé, född 24 oktober 1746, död 29 juni 1814, var en fransk politiker.
Dubois-Crancé var ursprungligen officer, invaldes 1789 i tredje ståndet och ställde sig här och i nationalförsamlingen på den yttersta vänsterns sida samt ivrade bland annat för negerslaveriets upphävande. 
1792 blev han medlem av konventet, och anslöt sig närmast till Danton men överlevde dennes fall. Efter thermidor invaldes Dubois-Crancé i välfärdsutskottet, som han tillhörde några månader 1794-95. 
Han var 1795-97 medlem av de femhundras råd. Dubois-Crancé som vid olika tillfällen under revolutionen haft militära kommenderingar, valdes efter Jean Bernadotte till krigsminister i september 1799. Efter Napoleon Bonapartes statskupp samma år spelade han ingen politisk roll. 
Dubois-Crancés största insats faller inom det militära organisationsarbetet.